# 趙薇獲獎與提名列表
趙薇獲獎與提名列表是紀錄中华人民共和国著名导演、女演员、流行音樂歌手的趙薇歷年獲獎與提名列表。
目前趙薇在大眾電影百花奖影后与最佳导演之外，赵薇还获得上海国际电影节金爵奖、华表奖以及中國电视金鹰奖等国家影视奖项的最佳女主角奖。2014年，趙薇在導演作品獲得肯定後，又再以陈可辛電影《親愛的》入圍第51屆金馬獎最佳女主角，并赢得第34届香港电影金像奖最佳女主角。

## 電視類
| 年份   | 结果 | 评奖名称                       | 奖项                     | 获奖作品         |
| ------ | ---- | ------------------------------ | ------------------------ | ---------------- |
| 1999年 | 獲獎 | 第十七届中国电视金鹰奖         | 最佳女主角               | 《还珠格格》     |
| 2001年 | 獲獎 | 首届大众电视双十佳艺术家       | 十佳演员                 | 《情深深雨濛濛》 |
| 2006年 | 獲獎 | 第二届电视风云盛典             | 内地最受欢迎女演员       | 《京华烟云》     |
| 2006年 | 提名 | 第二届电视风云盛典             | 最佳女主角               | 《京华烟云》     |
| 2006年 | 提名 | 第二十六届中国电视剧飞天奖     | 优秀女演员               | 《京华烟云》     |
| 2015年 | 提名 | 第十三届四川电视节“金熊猫”奖   | 长篇电视剧类最佳女演员   | 《虎妈猫爸》     |
| 2015年 | 提名 | 第17届华鼎奖                   | 中国百强电视剧最佳女主角 | 《虎妈猫爸》     |
| 2016年 | 提名 | 第二十二届上海电视节“白玉兰”奖 | 最佳女主角               | 《虎妈猫爸》     |

## 電影类

### 上海国际电影节
| 年份   | 结果 | 评奖名称                   | 奖项       | 获奖作品   |
| ------ | ---- | -------------------------- | ---------- | ---------- |
| 2005年 | 獲獎 | 第八届上海国际电影节金爵奖 | 最佳女演员 | 《情人结》 |

### 台湾电影金馬獎
| 年份   | 结果 | 评奖名称     | 奖项       | 获奖作品                 |
| ------ | ---- | ------------ | ---------- | ------------------------ |
| 2002年 | 提名 | 第39屆金馬獎 | 最佳女配角 | 《天下无双》             |
| 2006年 | 提名 | 第43屆金馬獎 | 最佳女配角 | 《姨妈的后现代生活》     |
| 2013年 | 提名 | 第50屆金馬獎 | 最佳新導演 | 《致我们终将逝去的青春》 |
| 2014年 | 提名 | 第51屆金馬獎 | 最佳女主角 | 《亲爱的》               |

### 香港電影金像獎
| 年份   | 结果 | 评奖名称             | 奖项             | 获奖作品                 |
| ------ | ---- | -------------------- | ---------------- | ------------------------ |
| 2008年 | 提名 | 第27屆香港電影金像獎 | 最佳女配角       | 《姨妈的后现代生活》     |
| 2009年 | 提名 | 第28屆香港電影金像獎 | 最佳女配角       | 《赤壁》                 |
| 2010年 | 提名 | 第29屆香港電影金像獎 | 最佳女主角       | 《花木兰》               |
| 2010年 | 提名 | 第29屆香港電影金像獎 | 最佳女配角       | 《赤壁：决战天下》       |
| 2014年 | 獲獎 | 第33屆香港電影金像獎 | 最佳兩岸華語電影 | 《致我們終將逝去的青春》 |
| 2015年 | 獲獎 | 第34屆香港電影金像獎 | 最佳女主角       | 《親愛的》               |

### 中国电影金鸡奖
| 年份   | 结果 | 评奖名称             | 奖项           | 获奖作品                 |
| ------ | ---- | -------------------- | -------------- | ------------------------ |
| 2009年 | 提名 | 第27届中国电影金鸡奖 | 最佳女主角     | 《画皮》                 |
| 2013年 | 獲獎 | 第29届中国电影金鸡奖 | 最佳导演处女作 | 《致我们终将逝去的青春》 |
| 2015年 | 提名 | 第30届中国电影金鸡奖 | 最佳女主角     | 《亲爱的》               |

### 中国电影华表奖
| 年份   | 结果 | 评奖名称               | 奖项             | 获奖作品                 |
| ------ | ---- | ---------------------- | ---------------- | ------------------------ |
| 2005年 | 獲獎 | 第十一届中国电影华表奖 | 优秀女演员       | 《情人结》               |
| 2010年 | 獲獎 | 第十五届中国电影华表奖 | 优秀青年电影创作 | 《致我们终将逝去的青春》 |

### 大众电影百花奖
| 年份   | 结果 | 评奖名称                 | 奖项       | 获奖作品                 |
| ------ | ---- | ------------------------ | ---------- | ------------------------ |
| 2004年 | 提名 | 第二十七届大众电影百花奖 | 最佳女主角 | 《天地英雄》             |
| 2010年 | 獲獎 | 第三十届大众电影百花奖   | 最佳女主角 | 《花木兰》               |
| 2014年 | 獲獎 | 第三十二届大众电影百花奖 | 最佳导演   | 《致我们终将逝去的青春》 |
| 2016年 | 提名 | 第三十三届大众电影百花奖 | 最佳女主角 | 《亲爱的》               |

### 中国长春电影节金鹿奖
| 年份   | 结果 | 评奖名称                   | 奖项       | 获奖作品   |
| ------ | ---- | -------------------------- | ---------- | ---------- |
| 2006年 | 獲獎 | 第八届中国长春电影节金鹿獎 | 最佳女主角 | 《情人结》 |
| 2010年 | 獲獎 | 第十届中国长春电影节金鹿獎 | 最佳女主角 | 《花木兰》 |

### 北京大学生电影节飞虎奖
| 年份   | 结果 | 评奖名称                   | 奖项                 | 获奖作品                           |
| ------ | ---- | -------------------------- | -------------------- | ---------------------------------- |
| 2004年 | 獲獎 | 第十一届北京大学生电影节   | 最受大学生欢迎女演员 | 《天地英雄》                       |
| 2004年 | 提名 | 第十一届北京大学生电影节   | 最佳女演员           | 《天地英雄》                       |
| 2007年 | 獲獎 | 第十四届北京大学生电影节   | 最受大学生欢迎女演员 | 《夜。上海》、《姨妈的后现代生活》 |
| 2010年 | 獲獎 | 第十七届北京大学生电影节   | 最受大学生欢迎女演员 | 《锦衣卫》                         |
| 2014年 | 提名 | 第二十一届北京大学生电影节 | 最佳导演处女作       | 《致我们终将逝去的青春》           |
| 2015年 | 獲獎 | 第二十二届北京大学生电影节 | 最佳女演员           | 《亲爱的》                         |

### 华语电影传媒大奖
| 年份   | 结果 | 评奖名称                 | 奖项               | 获奖作品             |
| ------ | ---- | ------------------------ | ------------------ | -------------------- |
| 2002年 | 提名 | 第二届华语电影传媒大奖   | 最佳女主角 - 港台  | 《少林足球》         |
| 2004年 | 獲獎 | 第四届华语电影传媒大奖   | 最受欢迎女演员金奖 | 《绿茶》、《玉观音》 |
| 2004年 | 提名 | 第四届华语电影传媒大奖   | 最佳女主角 - 内地  | 《玉观音》           |
| 2008年 | 提名 | 第八届华语电影传媒大奖   | 最佳女配角         | 《姨妈的后现代生活》 |
| 2015年 | 獲獎 | 第十五届华语电影传媒大奖 | 最佳女主角         | 《亲爱的》           |

### 其他
| 年份   | 结果 | 评奖名称                             | 奖项                 | 获奖作品                                |
| ------ | ---- | ------------------------------------ | -------------------- | --------------------------------------- |
| 2002年 | 提名 | 第四十七届亚太影展                   | 最佳女配角           | 《天下无双》                            |
| 2005年 | 獲獎 | 第十届中国电影表演艺术学会金凤凰奖   | 学会奖               | 《玉观音》                              |
| 2007年 | 獲獎 | 第十届上海国际电影节传媒大奖         | 最受关注女演员奖     | 《夜。上海》                            |
| 2009年 | 提名 | 第三届亚洲电影大奖                   | 最佳女主角           | 《画皮》                                |
| 2009年 | 提名 | 第二届鉄象电影大赏                   | 最佳女主角           | 《画皮》                                |
| 2009年 | 提名 | 第二届鉄象电影大赏                   | 最佳女配角           | 《赤壁》                                |
| 2009年 | 獲獎 | 第二届越南DAN电影大奖                | 最受欢迎华人女演员   | 《画皮》                                |
| 2009年 | 獲獎 | 第十二届中国电影表演艺术学会金凤凰奖 | 评委会特别奖         | 《画皮》《夜。上海》《赤壁（上/下）》等 |
| 2010年 | 獲獎 | 第三届越南DAN电影大奖                | 最受欢迎华人女演员   | 《花木兰》                              |
| 2010年 | 獲獎 | 第十九届上海影评人奖                 | 最佳女演员           | 《花木兰》、《锦衣卫》                  |
| 2010年 | 提名 | 第三届鉄象电影大赏                   | 最佳女主角           | 《花木兰》                              |
| 2010年 | 獲獎 | 第十六届北京文联春燕奖（电影类）     | 最佳女主角           | 《画皮》                                |
| 2012年 | 獲獎 | 第九届广州大学生电影节               | 最受大学生欢迎女演员 | 《画皮II》                              |
| 2013年 | 獲獎 | 第六届越南DAN电影大奖                | 最受欢迎华人女演员   | 《画皮II》                              |
| 2013年 | 獲獎 | 第二十二届上海影评人奖               | 最佳新导演           | 《致我们终将逝去的青春》                |
| 2013年 | 提名 | 第十屆華鼎獎                         | 最佳新銳導演         | 《致我们终将逝去的青春》                |
| 2013年 | 獲獎 | 第八届华语青年影像论坛               | 年度新锐导演         | 《致我们终将逝去的青春》                |
| 2013年 | 獲獎 | 第九届中美电影节                     | 最佳导演             | 《致我们终将逝去的青春》                |
| 2013年 | 獲獎 | 第五届纽约中国电影节                 | 亚洲杰出贡献艺人奖   |                                         |
| 2013年 | 獲獎 | 第十届广州大学生电影节               | 最受大学生欢迎导演   | 《致我们终将逝去的青春》                |
| 2014年 | 提名 | 第五届中国电影导演协会年度表彰评选   | 年度导演             | 《致我们终将逝去的青春》                |
| 2014年 | 提名 | 第五届中国电影导演协会年度表彰评选   | 年度青年导演         | 《致我们终将逝去的青春》                |
| 2014年 | 獲獎 | 第十届中美电影节                     | 最佳女主角           | 《亲爱的》                              |
| 2015年 | 獲獎 | 第二十一届香港电影评论学会大奖       | 最佳女演员           | 《亲爱的》                              |
| 2015年 | 獲獎 | 第四届华语电影迷影大奖               | 最佳女演员           | 《亲爱的》                              |
| 2015年 | 提名 | 第九届亚洲电影大奖                   | 最佳女主角           | 《亲爱的》                              |
| 2015年 | 獲獎 | 第十六届華鼎獎                       | 最佳女主角           | 《亲爱的》                              |

## 音乐类
- 2009年 第九届全球华语歌曲排行榜：年度最佳男女对唱歌曲- 《好人卡》（黄晓明,赵薇）
- 2008年 Music Radio中国Top排行榜：内地年度全能艺人、内地年度最佳唱片（《天使旅行箱》）、内地年度金曲（《天使旅行箱》）
- 2008年 第八届音乐风云榜：内地最佳女歌手（《天使旅行箱》）
- 2008年 LOVE RADIO2007年度十大最爱情歌评选：冠军《天使旅行箱》
- 2008年 YHC流行歌曲排行榜 第2届(2007年度)总评选：内地年度最受欢迎女歌手银奖，内地年度最受欢迎国语唱片铜奖（《天使旅行箱》）
- 2008年 第七届雪碧中国原创音乐流行榜总选颁奖典礼：内地金曲奖《天使旅行箱》
- 2007年 第四届韩国首尔亚洲音乐节：中国内地最佳人气歌手奖
- 2007年 中国唱片排行榜：《天使旅行箱》蝉联2星期销量冠军　内地港台总冠军
- 2006年 第五届MTV亚洲大奖：中国内地最受欢迎歌手 （《双》）
- 2006年 北京流行音乐典礼：年度先锋金曲《我和上官燕》（年度先锋作词：文雅《我和上官燕》、 年度先锋编曲 ：陈伟《我和上官燕》）
- 2006年 MusicRadio中国TOP排行榜：内地最受欢迎女歌手（《双》）， 内地年度金曲《我和上官燕》（内地最佳作词：文雅《我和上官燕》 ）
- 2006年 第十三届东方风云榜：最受欢迎女歌手（《双》）、十大金曲《我和上官燕》（内地最佳作词：文雅《我和上官燕》 ）
- 2006年 第十二届Channel[V]全球华语音乐榜中榜：内地最受欢迎女歌手（《双》），内地最受欢迎音乐录影带《我和上官燕》
- 2005年 天地英雄榜校园行总选颁奖典礼：“同桌的你”--最佳女歌手（《双》）、“东城西就”--年度影视歌三栖女歌手
- 2005年 第五届中国音乐金碟奖：影视歌曲奖（《京华烟云》主题曲《发现》）
- 2005年 7月-8月 中国唱片排行榜：《Double　双》蝉联3星期销量冠军　内地港台总冠军
- 2005年 第二届亚太音乐排行榜：十大中文金曲奖《渐渐》
- 2005年 中国歌曲排行榜：2005第一季度十大金曲《无尽的莎士比亚》
- 2005年 MusicRadio中国TOP排行榜：最受欢迎女歌手奖（《飘》）、内地年度金曲《渐渐》
- 2005年 第四届“雪碧”中国原创音乐流行榜 ：最杰出全能艺人、网路最受欢迎歌手、内地金曲《一直下雨的星期天》
- 2005年 第五届音乐风云榜：内地最受欢迎女歌手（《飘》）、内地十大金曲《一直下雨的星期天》、内地十大金曲《渐渐》
- 2005年 第十二届东方风云榜：最佳舞台演艺（内地）、十大金曲《渐渐》、最佳音乐录影带《渐渐》
- 2004年 第十二届中国歌曲排行榜：年度十五大金曲《渐渐》
- 2004年11月-12月 中国唱片排行榜：《飘》蝉联3星期销量冠军
- 2002年 第二届音乐风云榜：最佳影视歌曲《情深深雨濛濛》
- 2000年 第二届TVB8频道金曲榜颁奖典礼：最佳音乐录影带《 爱情大魔咒》
- 2000年 第二十二届香港电台十大中文金曲：优秀国语歌曲奖 铜奖 《有一个姑娘》
- 1999年 香港新城劲爆颁奖礼：人气歌手奖
- 1999年 香港电台演艺界最佳进步奖
- 1999年 中国流行歌曲榜：年度金曲奖（《有一个姑娘》）、组委会最具潜质奖

提名
- 2011年 第十五届Channel[V]全球华语榜中榜：内地最佳女歌手（《我们都是大导演》）、内地最受欢迎女歌手（《我们都是大导演》）
- 2010年 CCTV-MTV音樂盛典：最佳女歌手（《我們都是大導演》）、最受歡迎女歌手（《我們都是大導演》）
- 2010年 MusicRadio中国TOP排行榜：最受歡迎女歌手（《我們都是大導演》）
- 2010年 第二届电视剧风云榜：最佳电视剧歌曲（赵薇《发现》）
- 2006年 第六届音乐风云榜：内地最佳专辑（《Double双》）、内地最佳女歌手（《Double双》）、最佳录影带（《我和上官燕》）
- 2005年 第五届音乐风云榜：内地最佳专辑（《飘》）、内地最佳女歌手（《飘》）
- 2005年 第七届香港TVB8频道金曲榜颁奖典礼：最受欢迎女歌手（《飘》）、内地最受欢迎女歌手（《飘》）、年度十大金曲（《渐渐》）
- 2005年 第二届亚太音乐排行榜：内地最佳专辑（《飘》）、内地最佳女歌手（《飘》）、内地最受欢迎女歌手（《飘》）、内地最畅销专辑（《飘》）
- 2004年 第十二届中国歌曲排行榜：最受欢迎女歌手（《飘》）

## 其他荣誉

### 时尚类
- 2008年 ELLE-20周年风尚大典：人气之星
- 2008年 中华卫视“时尚奥丝卡”大奖：时尚奥丝卡十大时尚皇后 第一名
- 2008年 《风尚志》“2007年度明星风尚权力榜”：网络风尚女明星
- 2007年 MTV超级盛典：内地最具风格女歌手
- 2007年 中国风尚大典：内地最具风尚女演员
- 2007年 第1届时尚风云榜：内地年度时尚女艺人
- 2005年 中国风尚大典：内地最具风尚女演员、内地最具风尚女歌手
- 2005年 第4届中国国际美容时尚周：中国美女标准 网络票选第一名
- 2004年 MTV超级盛典：最具风格卓越表现女艺人、最具风格跨界艺人
- 2004年 好日子时尚中国-皮尔.卡丹风华盛典：时尚人物特别奖
- 2003年 中国风尚大典：内地最具风尚女演员
- 2003年 MTV超级盛典：亚洲最具风格女演员

### 综合
- 2014年12月19日 百度风云榜年度盘点：年度最佳女演员
- 2012年12月6日 《北京青年》周刊与阳光传媒集团“青年创建人物颁奖盛典”：进取引领未来奖
- 2011年12月24日 中国广播电视协会“中国电视剧产业二十年”：突出贡献人物—女演员（《还珠格格》《京华烟云》）
- 2011年第四届中国农民电影节：最受农民欢迎女演员（《锦衣卫》）
- 2011年4月26日 《慈善时报》第八届中国慈善排行榜: 年度慈善明星奖
- 2011年3月21日 中国移动第四届“金π奖 10年度电影评选”观众票选：“最受欢迎女演员”奖
- 2010年4月4日 首届重庆电影辣像奖：2009年度最爱女主角（《花木兰》）、2009年度最爱银幕情侣（《花木兰》）
- 2010年3月21日 中国移动第三届“金π奖 09年度电影评选”观众票选：“最受欢迎女演员”奖
- 2009年12月2日 中国影视演员公众形象满意度调查榜: 第三名
- 2009年11月22日 搜狐娱乐电影盛典：“我心中的经典电影形象”最具观众人气经典形象-佩蓉《画皮》
- 2009年4月15日 搜狐电视剧季评09第一季最受欢迎女演员（《一个女人的史诗》）, 最受欢迎电视剧《一个女人的史诗》
- 2009年3月26日 第33届香港国际影展-香港旅游发展局公布的2008-2009年度香港最卖座女艺人之一
- 2009年 湖南卫视-百度娱乐沸点2008年度盘点: 最热门内地女演员（《赤壁》、《画皮》）、最热门电影 《赤壁》
- 2009年 搜狐娱乐电影盛典：年度票房人物（《赤壁》、《画皮》）
- 2009年3月2日 中国移动第二届“金π奖 08年度电影评选”观众票选：“最受欢迎女演员”奖
- 2008年12月23日 中国演艺名人商业价值排行: 第六名
- 2008年12月23日 CCTV 2008年你最喜爱的电视剧女主角:赵薇（作品：《谢谢你曾经爱过我》）
- 2008年12月22日 BQ红人榜: 年度最受欢迎女明星
- 2008年12月 第四届电视剧风云榜-国剧盛典·回响30年：国剧30年最具影响力人物
- 2008年10月24日 中国电视剧辉煌三十年: 中国电视剧30年最具影响力演员（最高票当选）
- 2008年4月24日 网易娱乐票选最受欢迎艺校女星
- 2008年3月30日 光线传媒主办2007年度娱乐大典：年度女歌手（《天使旅行箱》）、年度慈善人物
- 2008年3月21日 网易娱乐票选最具公信力十大明星之一（唯一女明星）
- 2009年3月 中国移动第一届“金π奖 07年度电影评选”观众票选：“最受欢迎女演员”奖
- 2008年2月 搜狐十年庆典：电影十年最受欢迎女演员
- 2007年8月 《时尚芭莎》年度10大慈善艺人：最具魅力慈善艺人
- 2007年6月24日 第十届上海国际电影节-魅力中国：最受欢迎银幕造型奖
- 2007年3月11日 首届新娱乐慈善群星会：最具影响力慈善之星
- 2007年2月10日 首届CCTV《中国文艺榜》：内地电影女演员奖 亚军
- 2006年 中国品牌研究院《2006中国个人品牌价值百强榜》： 第8位(4538万元)
- 2006年 美国《People》杂志“全球最美的一百人”：第29位
- 2006年 福布斯 (Forbes)《2005中国名人榜》：综合排名第4名
- 2005年 2005中国最美50人
- 2005年 泰国《FHM》100位世界最性感女性：第15名
- 2005年 福布斯 (Forbes)《2004中国名人榜》：综合排名第4名
- 2004年 新浪2004网络中国年度评选：年度个性女艺人
- 2004年4－5月 新加坡《FHM》100位世界最性感女性：新加坡排行第一，世界排行第二
- 2004年 泰国《FHM》100位世界最性感女性：第3名
- 2004年3月 新加坡《星期5周报》03/04 学生选偶像：最受欢迎华语电影女演员，总票数前十名， 电影组第二，电视组第八
- 2004年 福布斯 (Forbes)《2003中国名人榜》：综合排名第3名
- 2004年 中國中央電視臺元宵晚會-暨觀眾最喜愛的春節聯歡晚會節目：歌舞類三等獎（歌組合：《溫暖》等三首歌曲）
- 2004年 美国杂志《Sirens of Cinema》：2003年度国际女演员奖
- 2003年8月《成功营销》杂志社&搜狐中国十大广告明星人气指数排行榜：第二名
- 2003年7月 香港半岛青年商会与香港半岛狮子会合辨：笑容最美之公众人物选举： 第五名
- 2003年4月 中国青少年发展基金会：2002－2003年度推动中国青少年素质杰出贡献奖
- 2003年 泰国《FHM》100位世界最性感女性：第10名
- 2003年3月 香港首届十大秀身之星
- 2003年2月19日 伦敦杜莎夫人蜡像馆香港分馆首届中国寻星之旅━投票选名人：最心仪的影视明星第二名、最合适塑造下一尊蜡像之名人第三名
- 2002年9月 新加坡《联合早报》第一届亚洲人气偶像50强2003年：第19名
- 2002年韩日世界杯期间 中日韩三国“亚洲最高人气美女”调查：中国第一名、日本第一名、韩国第二名
- 2002年4－5月 新加坡《 FHM 》100位世界最性感女性：新加坡排行第一，世界排行第二
- 2002年3月 2002年华娱十大亚洲之星：第一名
- 2002年 新加坡《星期5周报》01/02 学生选偶像：电影组冠军，电视组第四名
- 2002年 韩国DAMN网站“最受欢迎亚洲十大广告女星调查”：第二名（韩国以外明星第一名）
- 2002年 搜狐2002瑞士宝路华表（Bulova）十大娱乐人物：2002年度十大梦中情人
- 2001年 新加坡《星期5周报》00/01 学生选偶像：十大最受欢迎电视艺人第四名，总票数第八名
- 2001年 中国十大最受欢迎广告模特 （凭RedEarth彩装、厦新双卡手机等入选）
- 2001年 台湾月历之星大投选票数最高的12位巨星之一
- 2001年3月 第六届「康世杯观众最喜爱的新世纪春节电视节目」评选活动「人气最旺的演艺明星」(女) （《侠女闯天关》）
- 2000年 中国电视艺术家协会主办的2000年度中国电视阳光健康明星选评: 二十名当选者之一（最高票当选）
- 2000年 《时代影视》杂志社与MTV音乐电视频道联合主办调查谁是最受农民欢迎的歌手 : 十名当选者之一
- 2000年 《大众电视》票选「中国十大影视风云人物」:第二名-儿童偶像
- 2000年5月 台湾《民生报》与UDN联合新闻网 中港台人气最旺的戏剧偶像：第一名
- 2000年《南方声屏报》最受欢迎明星评选：第二名
- 2000年 中國中央電視臺元宵晚會-暨觀眾最喜愛的春節聯歡晚會節目：歌舞類三等獎（音樂劇：《笑一笑》）

## 外部連結
- 趙薇的新浪微博
- 趙薇空間-搜狐博客 （页面存档备份，存于）
- 赵薇个人官方网站
- 趙薇在互联网电影资料库（IMDb）上的資料（英文）
- 趙薇在香港影庫上的簡介